# Helene Marie Fossesholm
Helene Marie Fossesholm (Vestfossen, 31 mei 2001) is een Noorse langlaufster.

## Carrière
Bij haar wereldbekerdebuut, in december 2019 in Lillehammer, scoorde Fossesholm direct wereldbekerpunten. In februari 2020 behaalde de Noorse in Falun haar eerste toptienklassering in een wereldbekerwedstrijd. In november 2020 stond ze in Ruka voor de eerste maal in haar carrière op het podium van een wereldbekerwedstrijd. Op de wereldkampioenschappen langlaufen 2021 in Oberstdorf eindigde Fossesholm als zesde op de 15 kilometer skiatlon, als achtste op de 10 kilometer vrije stijl en als 25e op de 30 kilometer klassieke stijl. Samen met Tiril Udnes Weng, Heidi Weng en Therese Johaug werd ze wereldkampioene op de estafette.

## Resultaten

### Wereldkampioenschappen
| Jaar | Plaats     | Resultaten                                                                              |
| ---- | ---------- | --------------------------------------------------------------------------------------- |
| 2021 | Oberstdorf | 8e 10 km vrije stijl · 6e 15 km skiatlon · 25e 30 km klassieke stijl · 4×5 km estafette |

### Wereldbeker
| Legenda | Legenda            |
| ------- | ------------------ |
| TdS     | Tour de Ski        |
| NO      | Nordic Opening     |
| LT      | Lillehammer Triple |
| RT      | Ruka Triple        |
| WBF     | Wereldbekerfinale  |
| STC     | Ski Tour Canada    |
| ST      | Ski Tour           |

Eindklasseringen
| Seizoen   | Algm | DI  | SP | TdS |
| --------- | ---- | --- | -- | --- |
| 2019/2020 | 58e  | 37e | –  | –   |
| 2020/2021 | 15e  | 9e  | –  | –   |

Wereldbekerzeges
| Datum           | Plaats    | Onderdeel        | Teamgenotes                  |
| Estafette       | Estafette | Estafette        | Estafette                    |
| --------------- | --------- | ---------------- | ---------------------------- |
| 24 januari 2021 | Lahti     | 4×5 km estafette | T.U. Weng / Johaug / H. Weng |